# フレデリック・グドール
フレデリック・グドール（Frederick Goodall RA、1822年9月17日 - 1904年7月29日）はイギリスの画家である。

## 略歴
ロンドンで生まれた。父親のエドワード・グドール(Edward Goodall:1795–1870)はリーズ出身の成功した版画家で、有名画家の原画をもとに版画(Steel engraving)を製作した。兄のエドワード・アンジェロ・グドール(Edward Angelo Goodall:1819–1908)も画家として成功した。
父親から美術を学び、14歳の時にはロイヤル・アカデミー・オブ・アーツの展覧会に出展し、銀メダルを受賞しアカデミーの展覧会には1838年から1859年までの間に27回出展した。1840年代後半から1850年代にフランス、ベルギー、アイルランドを旅し多くの作品を描いた。1858年に初めてエジプトを訪れ、1870年に再びエジプトを訪れた。1858年のエジプト滞在時は、ドイツ生まれの画家、カール・ハーグとスタジオを共有し、カイロの街や郊外を共にスケッチした。1870年の滞在時にはピラミッドの多くある、サッカラに住み、エジプトの人々の観察した。グドールの作品の中で中東を題材としたものがある。
1852年にロイヤル・アカデミーの準会員に選ばれ、1863年に正会員に選ばれた
。

## 作品

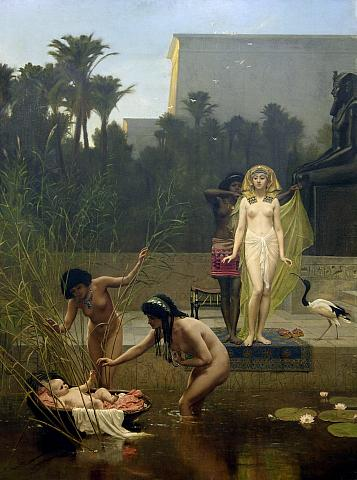
「モーゼの発見」
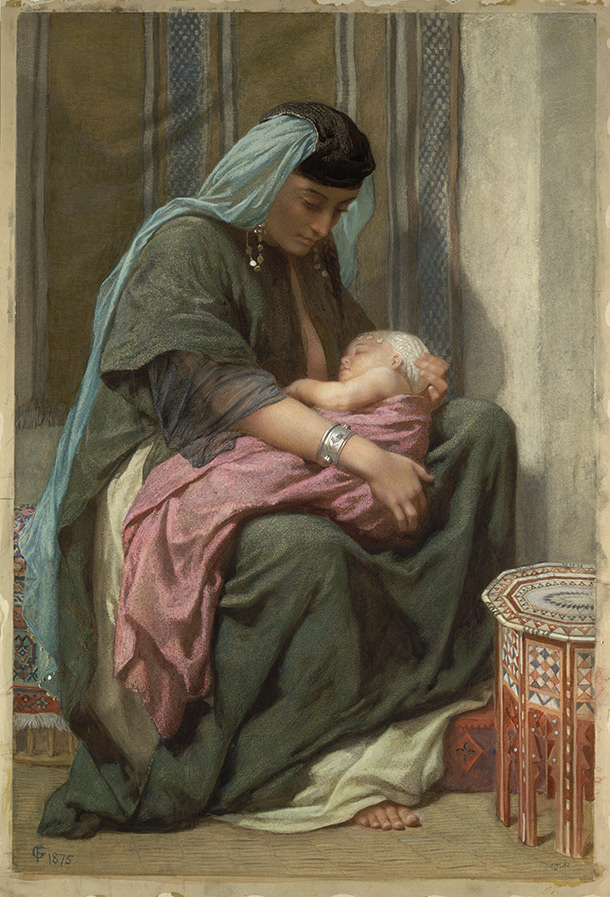
「コプトの母子」
"Miranda"
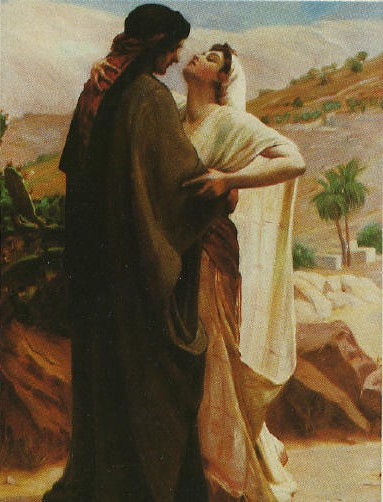
"Passionate encounter"

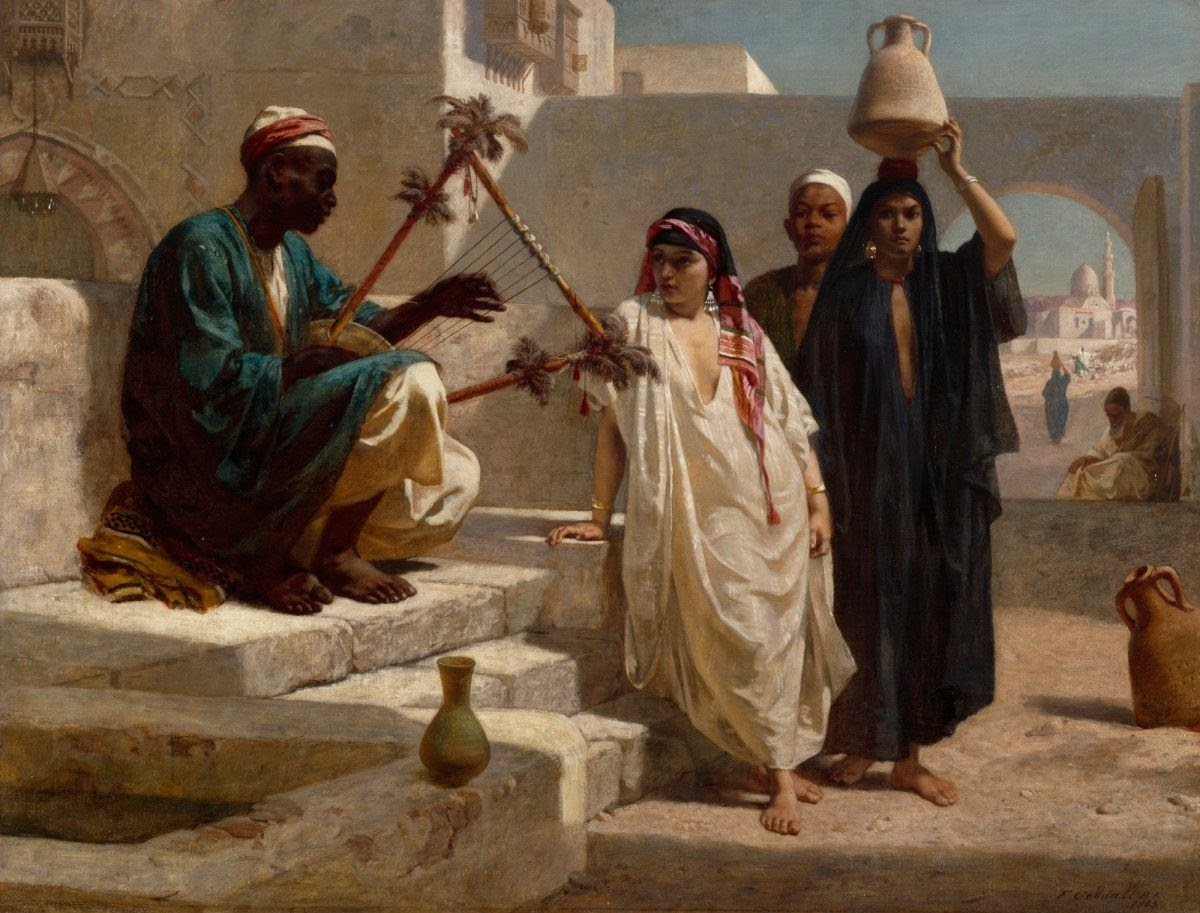
"The Song of the Nubian Slave"
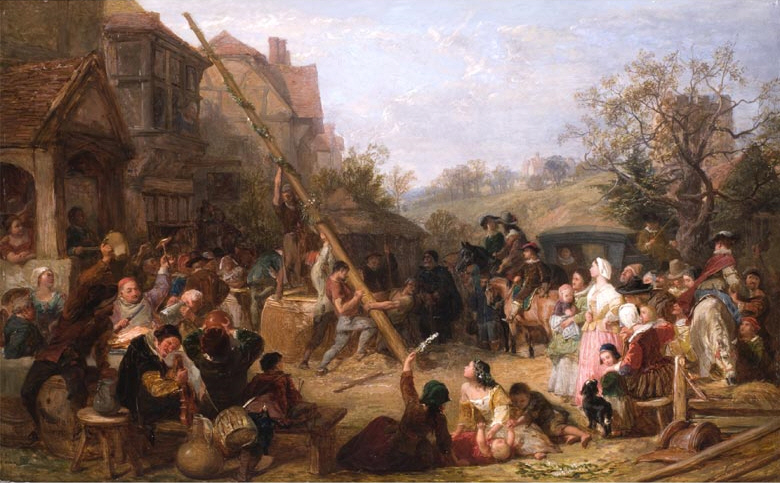
"Raising the Maypole"
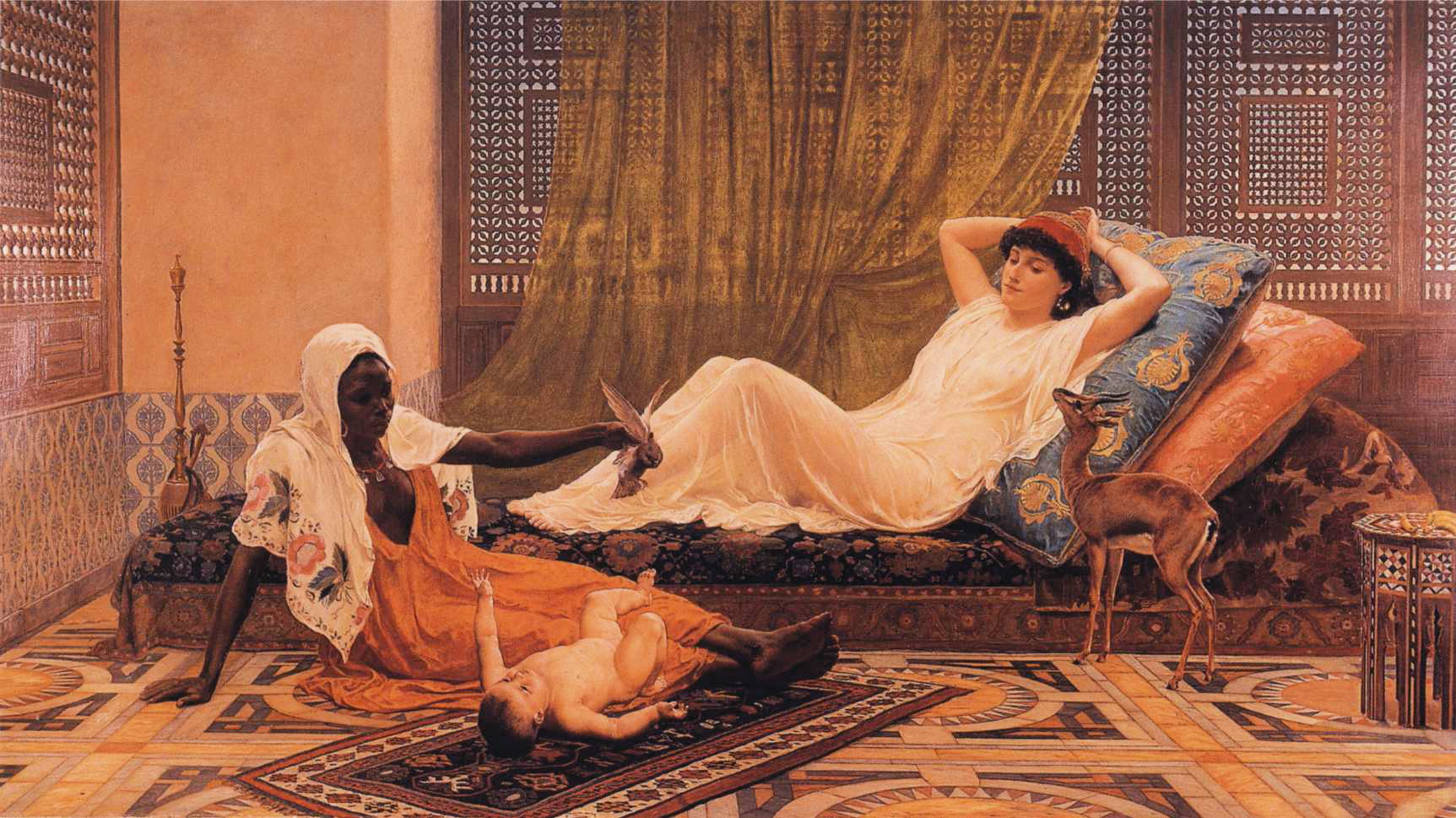
"A New Light in the Harem" (1884)